# V507 Возничего
V507 Возничего (лат. V507 Aurigae) — одиночная переменная звезда в созвездии Возничего на расстоянии (вычисленном из значения параллакса) приблизительно 20010 световых лет (около 6135 парсеков) от Солнца. Видимая звёздная величина звезды — от +13,9m до +13m.

## Характеристики
V507 Возничего — красная пульсирующая медленная неправильная переменная звезда (LB:) спектрального класса M. Эффективная температура — около 3294 K.